# 사이완

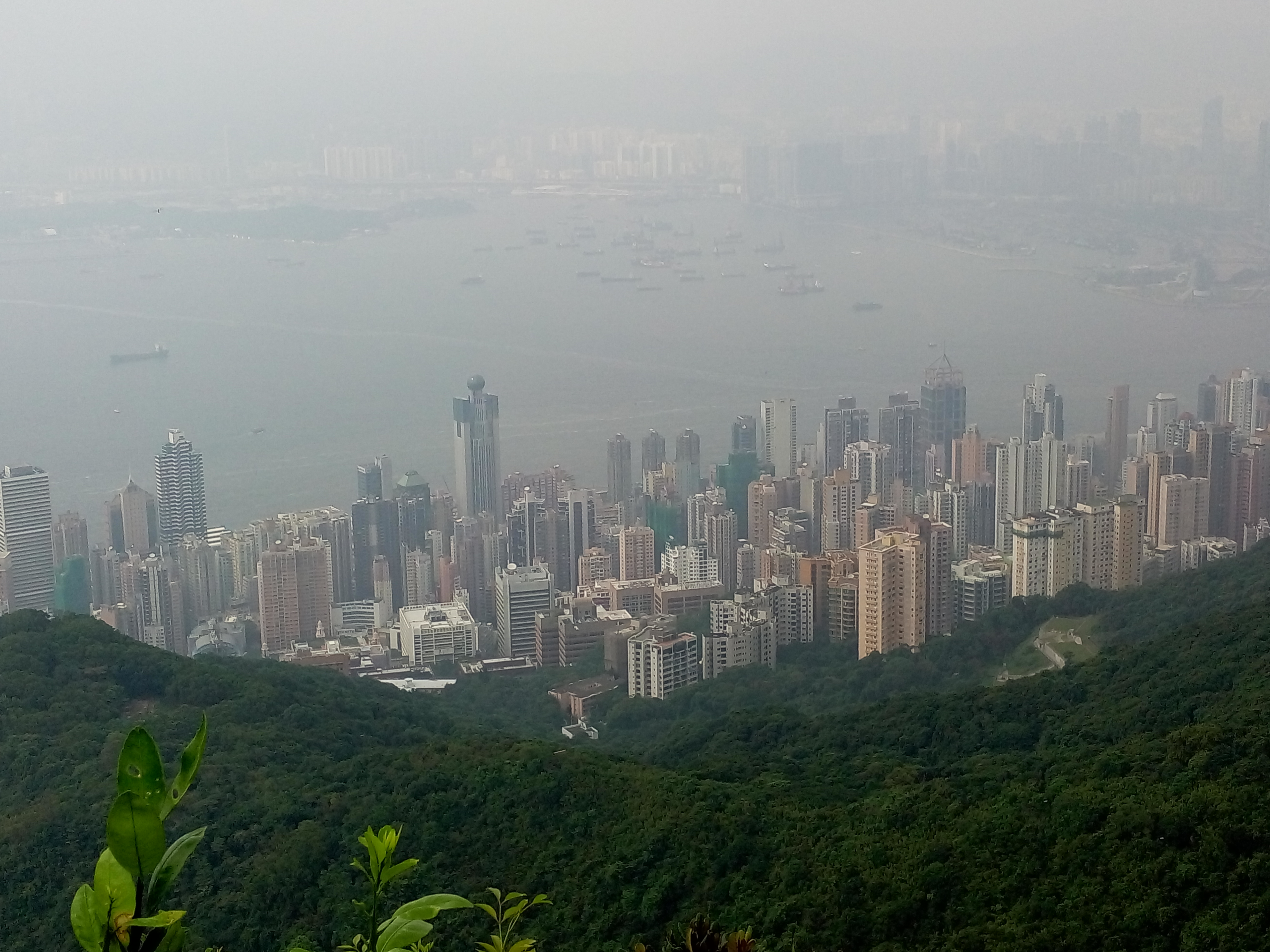

사이완 (중국어: 西環, 병음: xī huán 서환,[*]), 혹은 웨스턴(영어: Western District)은 홍콩의 홍콩섬 북서부의 한 지역이며, 중사이구 서부 성완 서쪽 구역이다. 사이잉푼, 섹통추이, 케네디 타운지역을 포함하고 있으나, 마운트 데이비스는 포함하지 않는다.

## 명소
- 케네디 타운 수영장
- 로 판 템플
- 사이완 공중 화물 하역장
- 사이완 수영 오두막
- 퉁와 천연두 병원
- 웨스트포인트
- 홍콩섬 서부 폐기물 처리장

## 같이 보기
- 사이잉푼
- 섹통추이
- 케이디 타운